# حوزه انتخابیه چهاردهم کالیفرنیا
حوزه انتخابیه چهاردهم کالیفرنیا یک حوزه انتخابیه مجلس نمایندگان آمریکا است که در ایالت کالیفرنیا قرار دارد.